# Erdut
Erdut (srp. ćir. Ердут, mađ. Erdőd, njem. Erdung) je općina u Hrvatskoj. Nalazi se u Osječko-baranjskoj županiji.

## Zemljopis
Površina Erduta iznosi 158 km2. Poljoprivredne površine čine 10.898, a šumske površine 2319 ha.

## Stanovništvo
Nacionalni sastav stanovništva po naseljima, 1991. godine
- Aljmaš – uk. 823, Hrvati – 673, Mađari – 75, Srbi – 9, Jugoslaveni i ostali – 66
- Bijelo Brdo – uk. 2400, Srbi – 1941, Hrvati – 217, Mađari – 11, Jugoslaveni i ostali – 231
- Dalj – uk. 5515, Srbi – 2882, Hrvati – 1805, Mađari – 314, Jugoslaveni i ostali – 514
- Erdut – uk. 1459, Hrvati – 798, Srbi – 333, Mađari – 162, Jugoslaveni i ostali – 166

ukupno: 10.197, Srbi – 5165, Hrvati – 3493, Mađari – 562, Jugoslaveni i ostali – 977
Prema popisu Stanovništva 2001. godine:
- Broj stanovnika (popis 2001.): 8417
- Broj kućanstava: 3014

Po popisu stanovništva iz 2001. godine, općina Erdut imala je 8.417 stanovnika, raspoređenih u 4 naselja:
- Aljmaš – 645
- Bijelo Brdo – 2119
- Dalj – 4689
- Erdut – 964

Prema popisu stanovništva 2011. godine naselje je imalo 805 stanovnika a općina 7308 stanovnika.
| broj stanovnika | 8014  | 9435  | 9421  | 10451 | 10904 | 11373 | 10543 | 10976 | 10177 | 10324 | 11440 | 11353 | 11035 | 10197 | 8417  | 7308  | 5436  |
|                 | 1857. | 1869. | 1880. | 1890. | 1900. | 1910. | 1921. | 1931. | 1948. | 1953. | 1961. | 1971. | 1981. | 1991. | 2001. | 2011. | 2021. |

| broj stanovnika | 759   | 1266  | 1226  | 1342  | 1572  | 1779  | 1563  | 1538  | 1424  | 1512  | 1814  | 1718  | 1517  | 1459  | 964   | 805   | 561   |
|                 | 1857. | 1869. | 1880. | 1890. | 1900. | 1910. | 1921. | 1931. | 1948. | 1953. | 1961. | 1971. | 1981. | 1991. | 2001. | 2011. | 2021. |

## Poznate osobe
- Milutin Milanković – znanstvenik

## Obrazovanje
U općini Erdut postoji jedna srednja škola, te dvije osnovne i tri područne škole.

## Šport
- NK Erdut

## Vanjske poveznice
- Službena web-stranica Općine Erdut